# Башкирский троллейбусный завод
Башкирский троллейбусный завод (БТЗ; до 1999 года — Уфимский ремонтный трамвайно-троллейбусный завод); (башк. Башҡорт Троллейбус Заводы) — бывшее предприятие по производству троллейбусов в городе Уфе. Был одним из семи производителей троллейбусов в России. Обанкрочен и закрыт в 2017 году. Был соучредителем Уфимского трамвайно-троллейбусного завода, созданного в 2014 году.
В 2017 году активы БТЗ купил бывший директор завода Евгений Николаевич Будяков. На месте завода был организован частный индустриальный парк «Промпарк „С11“» ООО «Имущественная компания „Би энд Би“», которая принадлежит бывшим директорам БТЗ Евгению Николаевичу Будякову и Саиду Сагитовичу Закирову.

## История
Основан в 1968 году; введён в эксплуатацию в 1980 году как Уфимский ремонтный трамвайно-троллейбусный завод (УРТТЗ) в составе производственного объединения «Росремэлектротранс», и занимался полнокомплектным капитальным ремонтом троллейбусов и трамваев и ремонтом и выпуском запасных частей для троллейбусов и трамваев.

Троллейбус после капитального ремонта УРТТЗ во Владимире. Март 1991 года.

В годы перестройки завод пришёл в упадок. С 1993 года — муниципальное предприятие. В 1994 году завод акционирован. В 1998 году завод начал выпуск троллейбусов. В 1999 году переименован в ОАО «Башкирский троллейбусный завод».
В 2009 году завод признан лучшим предприятием Республики Башкортостан. В 2010 году завод выпустил 119 троллейбусов (32 % от общего объёма их производства в стране). В 2010 году работало 205 человек.
В 2011 году производство приостановлено из-за отсутствия заявок на аукцион по продаже контрольного государственного пакета акций. За первое полугодие 2011 года было собрано 20 троллейбусов — с 2011 года свернута программа государственного финансирования закупок общественного транспорта.
С января 2012 года БТЗ возобновил производство — за год выпущено 26 троллейбусов моделей БТЗ-52763 и БТЗ-52768. В 2013 году завод выпустил последнюю партию 10 низкопольных троллейбусов БТЗ-52763А для Уфы.
В 2014 году собрано 6 троллейбусов БТЗ-52768Р для Чувашской Республики: 4 троллейбуса для Новочебоксарска и 2 для Чебоксар. Также было выпущено 6 недособранных кузовов троллейбуса БТЗ-52768Т для Уфы, которые в январе — феврале 2015 года отправлены в троллейбусное депо № 2, где собрано 4 троллейбуса, один кузов в декабре 2019 года отправлен в Ленинск-Кузнецкий.
В 2014 году ООО «Южно-Уральская компания инжиниринговых технологий» обратилась с заявлением о признании завода банкротом в Арбитражный суд Республики Башкортостан; ООО «Юстикон», ОАО «АФ Банк» и ООО "ДСУ «ОКС» ввело конкурсное управление. В 2015 году завод был оштрафован на 20 млн рублей.
В марте 2016 года начата процедура банкротства троллейбусного завода, позднее завод преобразован в общество с ограниченной ответственностью. В 2017 году завод официально закрыт, активы распроданы. Работники сокращены или переведены в Уфимский трамвайно-троллейбусный завод, созданный в 2015 году, который выкупил конструкторскую документацию, оснастку, WMI код, ОТТС, товарный знак, а также несколько кузовов низкопольных троллейбусов БТЗ-52763.
В 2019 году весь производственный комплекс зданий вместе с территорией завода были проданы.

## Продукция
В начале производства троллейбусов использовались кузова, аналогичные основной в стране модели ЗиУ-9. В дальнейшем кузова троллейбусов БТЗ всё более и более отличались от этого прототипа. В последние годы созданы практически полностью оригинальные кузова, а также троллейбусы на базе кузова автобуса соседнего предприятия НефАЗ и сочленённые модели особо большого класса.
Максимально завод выпускал по 250—270 капитально отремонтированных троллейбусов в год. Также предприятие выпускало специализированный транспорт для геологических экспедиций, нефтяных буровых установок, энергоучастков.
Всего с середины 1990-х завод выпустил, с учётом капитально-восстановительных ремонтов, не менее 1675 троллейбусов. К 2011 году освоено производство четырёх моделей семи модификаций.
К 2012 году завод серийно выпускал троллейбусы трёх моделей, а также другие мелкие партии (например, сочленённые) под заказ. Каждая модель имела три модификации: Р — с традиционным реостатно-контакторным (РКСУ-электронные контакторы) и А, Т — с тиристорно-импульсным (ТИСУ-IGBT) электроуправлением, в том числе А — с асинхронным приводом.
В 2013 года на Башкирском троллейбусном заводе планировалось начать выпуск трамваев на базе кузова 71-623 и электробусов на базе кузова БТЗ-52763А, однако этого так и не произошло.
| Наименование                           | Описание | Годы выпуска                                                                               | Выпущено                                  | Сохранилось | Города эксплуатации | Изображение |
| -------------------------------------- | --- | ------------------------------------------------------------------------------------------ | ----------------------------------------- | ----------- | --- | ----------- |
| БТЗ-5201, БТЗ-5201-01/02/03            | Аналог ЗиУ-9. | 1998-2001                                                                                  | 19 (вместе с модификациями 5201-01/02/03) | 8           | Барнаул, Екатеринбург. Ранее: Каменск-Уральский, Миасс, Новосибирск, Н овочебоксарск, Таганрог. |             |
| БТЗ-52011                              | Аналог ЗиУ-9, с вынесением электрооборудования на крышу. | 1999-2001                                                                                  | 28                                        | 2           | Барнаул, Уфа. Ранее: Миасс, Санкт-Петербург, Стерлитамак, Тольятти, Челябинск. |             |
| БТЗ-5276-01                            | До сертификации — БТЗ-52011, БТЗ-5201-01, БТЗ-5201-02, БТЗ-5201-03) — часть электрооборудования вынесена на крышу, новые двери, обновлён салон. | 1999-2003                                                                                  | 131                                       | <12         | Барнаул, Екатеринбург, Рубцовск, Стерлитамак. Ранее: — Казахстан: Караганда, Петропавловск. — Россия: Альметьевск, Армавир, Березники, Казань, Каменск-Уральский, Москва, Новочебоксарск, Таганрог, Тольятти, Уфа, Хабаровск, Челябинск. |             |
| БТЗ-5276-04                            | Существенно обновлён внешний и внутренний вид, полностью переработана конструкция троллейбуса. Самая массовая модель в модельном ряде БТЗ. | 2001-01.2007                                                                               | 285                                       | <100        | |             |
| БТЗ-5276-05                            | Переходная модель к БТЗ-52761Р. По сравнению с БТЗ-5276-04, электрооборудование находится на задней частью крыши, изменена передняя часть. | 2001 (?)                                                                                   | 1                                         | 0           | Москва. |             |
| БТЗ-52761                              | Первая модель с системой дверей 2+2+2 | 06.2000— 2005 (дорестайлинг), 2003, 2004-07.2009 (рестайлинг).                             |                                           |             | |             |
| БТЗ-52761А                             | Первый троллейбус БТЗ с асинхронным приводом. Выпущено 7 экземпляров. Первый списан в 2015 году в Уфе из-за проблем с импортным э/о. Остальные в эксплуатации в Ижевске.                                                                                       | 06.2000— 2005 (дорестайлинг), 2003, 2004-07.2009 (рестайлинг).                             | 7                                         | 6           | Уфа — 0; Ижевск — 6. |             |
| БТЗ-52761Н (БТЗ-100)                   | Пониженный уровень пола. В Уфе находится в нерабочем состоянии с 2012 года из-за проблем с э/о. В Москве находится в музее Транспорта Москвы. | 06.2000— 2005 (дорестайлинг), 2003, 2004-07.2009 (рестайлинг).                             | 2                                         | 2           | Москва — 0; Уфа — 0. |             |
| БТЗ-52761Р                             | РКСУ | 06.2000— 2005 (дорестайлинг), 2003, 2004-07.2009 (рестайлинг).                             | 221                                       |             | |             |
| БТЗ-52761Т                             | ТИСУ, ТрСУ | 06.2000— 2005 (дорестайлинг), 2003, 2004-07.2009 (рестайлинг).                             | 52                                        |             | |             |
| БТЗ-52763                              | Полностью низкопольный. | 2006, 2007—2008, 2009 (рестайлинг с масками от БТЗ-52767), 2012—2014, 2022, 2023 (остатки) |                                           |             | |             |
| БТЗ-52763А                             | На базе низкопольного автобуса НефАЗ-5299, пошёл в серию в июле 2012 года. Первоначально эксплуатировался только в Стерлитамаке и Уфе. В течение мая-июня 2013 года 10 экземпляров данной модели прибыли в Альметьевск.                                        | 2006, 2007—2008, 2009 (рестайлинг с масками от БТЗ-52767), 2012—2014, 2022, 2023 (остатки) |                                           |             | Стерлитамак; Уфа; Альметьевск. |             |
| БТЗ-52763Р                             | В 2007 году выпущены два экземпляра, отправлены в Хабаровск. В 2009 году выпущены два рестайлинговых экземпляра с масками от БТЗ-52767. В 2022 и 2023 годах собраны два БТЗ-52763Р на базе кузова БТЗ-52763А неизвестной организацией и переданные в Подольск. | 2006, 2007—2008, 2009 (рестайлинг с масками от БТЗ-52767), 2012—2014, 2022, 2023 (остатки) | 6                                         | 2           | Подольск. Ранее: Благовещенск, Хабаровск. |             |
| БТЗ-52763Т                             | Ранее был дуобус. Выпущен в 2006 году в единственном экземпляре, после поломки дизель-генератора и отказа ремонта по гарантии отправлен на завод СВАРЗ, где он был модернизирован в обычный троллейбус.                                                        | 2006, 2007—2008, 2009 (рестайлинг с масками от БТЗ-52767), 2012—2014, 2022, 2023 (остатки) |                                           |             | |             |
|                                        | |                                                                                            |                                           |             | |             |
| БТЗ-52764Р (до 2009 года — БТЗ-52761Р) | Существенно обновлён внешний и внутренний вид, изменено остекление, на большинстве перегородка с дверью в кабину. | 10.2009-01.2011                                                                            | 87                                        | 87          | Киров, Новокуйбышевск, Ставрополь, Стерлитамак, Уфа. |             |
| БТЗ-52764Т (до 2009 года — БТЗ-52761Т) | Существенно обновлён внешний и внутренний вид, изменено остекление, на большинстве перегородка с дверью в кабину. | 08.2009                                                                                    | 9                                         | 9           | Уфа — 9. |             |
| НефАЗ-БТЗ-52765А                       | На базе кузова полунизкопольного автобуса НефАЗ-5299Т с асинхронной системой управления. | 2009-2010                                                                                  | 13                                        | 12          | Стерлитамак; Уфа. |             |
| НефАЗ-БТЗ-52765Р                       | На базе кузова полунизкопольного автобуса НефАЗ-5299Т с реостатно-контакторной системой управления | 2009-2010                                                                                  | 8                                         | 8           | Уфа. |             |
| НефАЗ-БТЗ-52765Т                       | На базе кузова полунизкопольного автобуса НефАЗ-5299Т, с транзисторной системой управления, ни одного экземпляра не было выпущено из-за дороговизны электрооборудования и самого кузова.                                                                       | 2009-2010                                                                                  |                                           |             | |             |
| БТЗ-52767                              | | 12.2009, 07.2010—12.2011.                                                                  |                                           |             | |             |
| БТЗ-52767А                             | Новая передняя маска и другие комплектующие. Некоторые экземпляры оснащены подъёмниками для инвалидов. | 12.2009, 07.2010—12.2011.                                                                  | 48                                        |             | Ижевск, Кемерово, Стерлитамак, Уфа. |             |
| БТЗ-52767Р                             | Новая передняя маска и другие комплектующие. Некоторые экземпляры оснащены подъёмниками для инвалидов. | 12.2009, 07.2010—12.2011.                                                                  | 26                                        | <20         | Киров, Стерлитамак, Уфа. Ранее: Березники. |             |
| БТЗ-52768                              | | 2012-2015                                                                                  |                                           |             | |             |
| БТЗ-52768А (до 2012 года — БТЗ-52767А) | Существенно обновлён внешний и внутренний вид. | 2012-2015                                                                                  | 5                                         | 5           | Киров |             |
| БТЗ-52768Р (до 2012 года — БТЗ-52767Р) | Существенно обновлён внешний и внутренний вид, новые двери. | 2012-2015                                                                                  | 23                                        | 20          | Кемерово, Киров, Чебоксары. Ранее: Новочебоксарск. |             |
| БТЗ-52768Т                             | Специальная модификация БТЗ-52768 с тиристорно-импульсной (IGBT) системой управления. | 2012-2015                                                                                  | 15                                        | 5           | Ковров, Санкт-Петербург, Уфа, Ленинск-Кузнецкий. Ранее: Петрозаводск. |             |
| БТЗ-52769                              | Планировавшийся совместный троллейбус БТЗ и украинской корпорации «Богдан». | —                                                                                          | 0                                         | —           | — |             |
| ЗиУ-6205М                              | Обозначение КР ЗиУ-10 на БТЗ со сменой кузова на базе БТЗ-52761Т. Выпущено 12 троллейбусов для Стерлитамака, три троллейбуса для Уфы. | 2004-2008                                                                                  | 15                                        | 3           | Стерлитамак — 2; Уфа — 1. |             |
| БТЗ-6227                               | Сочленённый троллейбус на базе кузова БТЗ-52764, для штатной эксплуатации не выпускался. | 2009 (проект)                                                                              | 0                                         |             | — |             |
| БТЗ-6227М                              | Проект сочленённого троллейбуса на базе кузова БТЗ-52768. | 2011 (проект)                                                                              | 0                                         | —           | — |             |

## Структура
Цехи: сборки троллейбусов, производства кузовов, механический, энерго-механический, инструментальный и транспортный.

## Собственники и руководство
Контрольный пакет акций — 55,41 % — принадлежал Министерству земельных и имущественных отношений Республики Башкортостан, и дважды выставлялся на торги, 31 % — бывшему генеральному директору БТЗ Евгению Николаевичу Будякову, около 10 % через ООО «ЛеЭль» — Эмилю Закирову.

### Руководство
- Май 1995—2008 год — генеральный директор Владимир Барсуков, работавший на заводе с 1987 года главным инженером[13][27]
- 2008—2010 год — генеральный директор Саид Сагитович Закиров[28][29]
- 2010—2012 год — генеральный директор Игорь Николаевич Нечипоренко[30][31]
- ? — генеральный директор Евгений Николаевич Будяков[3][4]
- 2013—2014 год — генеральный директор Саид Сагитович Закиров[28][29][32][33][34]
- 2014 — ? год — конкурсный управляющий Владимир Крючков[5]